# Finneytown
Finneytown és una concentració de població designada pel cens dels Estats Units a l'estat d'Ohio. Segons el cens del 2000 tenia 13.492 habitants.

## Demografia
Segons el cens del 2000, Finneytown tenia 13.492 habitants, 5.194 habitatges, i 3.807 famílies. La densitat de població era de 1.305,6 habitants/km².
Dels 5.194 habitatges en un 34,6% hi vivien nens de menys de 18 anys, en un 55,7% hi vivien parelles casades, en un 14,6% dones solteres, i en un 26,7% no eren unitats familiars. En el 23,9% dels habitatges hi vivien persones soles el 10,7% de les quals corresponia a persones de 65 anys o més que vivien soles. El nombre mitjà de persones vivint en cada habitatge era de 2,57 i el nombre mitjà de persones que vivien en cada família era de 3,04.
Per edats la població es repartia de la següent manera: un 27,6% tenia menys de 18 anys, un 6,1% entre 18 i 24, un 26,3% entre 25 i 44, un 22,9% de 45 a 60 i un 17,1% 65 anys o més.
L'edat mediana era de 38 anys. Per cada 100 dones de 18 o més anys hi havia 80,3 homes.
La renda mediana per habitatge era de 52.219 $ i la renda mediana per família de 58.393 $. Els homes tenien una renda mediana de 41.932 $ mentre que les dones 31.250 $. La renda per capita de la població era de 25.355 $. Aproximadament el 4,3% de les famílies i el 5,9% de la població estaven per davall del llindar de pobresa.

## Poblacions més properes
El següent diagrama mostra les poblacions més properes.